# Scopula cassioides
Scopula cassioides là một loài bướm đêm trong họ Geometridae.